# Parafia św. Marcina w Gierałtowicach
Parafia pod wezwaniem Świętego Marcina w Gierałtowicach – parafia rzymskokatolicka znajdująca się w Gierałtowicach. Należy do dekanatu Andrychów diecezji bielsko-żywieckiej. Mieści się pod numerem 64. Oprócz Gierałtowic parafia obejmuje również Gierałtowiczki.
Została wzmiankowana po raz pierwszy w spisie świętopietrza parafii dekanatu Zator diecezji krakowskiej z 1326 pod nazwą Villa Gerardi. Następnie w kolejnych spisach świętopietrza z lat 1346–1358 jako Villa Gerardi.